# Phryxe scutellata
Phryxe scutellata là một loài ruồi trong họ Tachinidae.